# Колосняк узкоколосый
Колосняк узкоколосый (лат. Leymus angustus) — вид травянистых растений рода Колосняк (Leymus) семейства Злаки (Poaceae).

## Ботаническое описание
Многолетние травянистые растения. Корневище недлинное, шнуровидное, восходящее. Стебли крепкие и гладкие, скученные и одетые при основании полуразрушенными желтоватыми или буроватыми влагалищами прикорневых листьев, 60—100 см высотой и 2—3,5 мм толщиной. Листья жёсткие, серовато- или сизовато-зелёные, плоские или отчасти вдоль свёрнутые, более или менее шероховатые, 1—8 мм шириной; прикорневые довольно длинные, нередко лишь немного короче стебля; влагалища их гладкие, язычок короткий.
Колос линейный, прямой, 10—15, реже до 20 см длиной и 7—10 мм шириной; членики его оси в верхней части волосистые и по ребрам жёстко-реснитчатые, 5—7, реже до 10 мм длиной. Колоски бледно-зеленоватые, 12—14 мм длиной, сидят по 2, редко по 3 вместе, 2—3-цветковые, обыкновенно прижатые к оси соцветия. Колосковые чешуйки беловатые и несколько лоснящиеся, обыкновенно голые, лишь в верхней части шероховатые, неясно 1—3-жилковые, почти равные колоску или едва короче, в нижней части ланцетовидные и несколько неравнобокие, постепенно суженные почти в столь же длинное остевидное заострение, вместе с которым они 10—14 мм длиной и в нижней части 1—1,5 мм шириной. Наружная прицветная чешуйка негусто покрытая короткими, трудно заметными, жестковатыми волосками, широко-ланцетовидная, нерезко 5—7-жилковая, острая или переходящая в короткое остевидное заострение, вместе с которым они 10—15 мм длиной. Не вполне зрелая зерновка линейно-продолговатая, плосковатая, около 5 мм длиной и почти 2 мм шириной. 2n = 28, 84.

## Распространение и экология
Азия. Встречается в степной области на солонцеватых и степных лугах, по окраинам степных сосновых боров.